# Kohlberg (Windeck)
Kohlberg ist ein Ortsteil der Gemeinde Windeck im Rhein-Sieg-Kreis.

## Lage
Kohlberg liegt auf den Hängen des Bergischen Landes an der Grenze zum Oberbergischen Kreis. Der Ort liegt an der Landesstraße 333. Nachbarorte sind Überholz im Osten, Distelshausen im Süden, Öttershagen im Westen und Perseifen im Nordwesten.

## Geschichte
Der Ort wurde urkundlich erstmals 1464 als Koelberg erwähnt.
Kohlberg besteht aus drei Ortsteilen. Mittelkolberg lag oberhalb des Siefen, Ober- und Unterkolberg lagen an der alten Straße nach Öttershagen. Das Dorf gehörte zum Kirchspiel Rosbach und zeitweise zur Bürgermeisterei Dattenfeld.
1830 hatte Kolberg 118 Einwohner.
1845 hatte der Weiler Kohlberg 132 Einwohner in 28 Häusern, elf katholische und 121 evangelische. 1863 waren es 138 Personen. 1888 gab es 168 Bewohner in 30 Häusern.
1962 wohnten hier 196 und 1976 201 Personen.